# Prezidentské volby v Gabonu v roce 1979

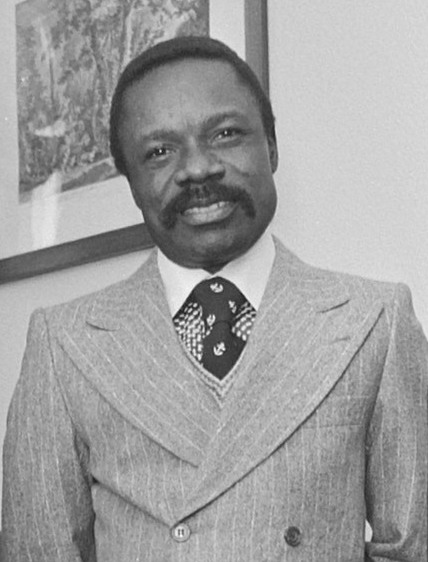
Vítěz voleb Omar Bongo

Prezidentské volby v Gabonu se konaly 30. prosince 1979. V tomto roce se poprvé v Gabonu konaly prezidentské volby nezávisle na volbách do Národního shromáždění. V té době byl Gabon státem jedné strany a jedinou povolenou stranou zde byla Gabonská demokratická strana. Lídr této strany, úřadující prezident Omar Bongo, byl jediným kandidátem v prezidentských volbách a podle oficiálních výsledků byl zvolen jednomyslně se 100 % volební účastí.

## Volební výsledky
| Kandidát                            | Politická strana                    | První kolo | První kolo |
| Kandidát                            | Politická strana                    | Hlasy      | %          |
| ----------------------------------- | ----------------------------------- | ---------- | ---------- |
| Omar Bongo                          | Gabonská demokratická strana        | 725 807    | 100 %      |
| Celkem                              | Celkem                              | 725 807    | 100 %      |
|                                     |                                     |            |            |
| Platných hlasů                      | Platných hlasů                      | 725 807    | 99,97 %    |
| Neplatných hlasů                    | Neplatných hlasů                    | 236        | 0,03 %     |
| Celkem hlasů                        | Celkem hlasů                        | 726 043    | 100 %      |
| Registrovaných voličů/volební účast | Registrovaných voličů/volební účast | 726 079    | 100 %      |